# La gata sobre el tejado de zinc (obra de teatro)
La gata sobre el tejado de zinc (Cat on a Hot Tin Roof, en su título original en inglés, literalmente: Gata sobre un tejado de estaño caliente) es una de las obras de teatro más conocidas de Tennessee Williams. La obra ganó el Premio Pulitzer de Drama en 1955. Esta además desarrolla varios temas recurrentes del autor, como las costumbres sociales, la codicia, la superficialidad, la decadencia, el deseo sexual, y la muerte.
La obra fue adaptada al cine en la película homónima de 1958, protagonizada por Elizabeth Taylor y Paul Newman como Margaret, (Maggie) y Brick, respectivamente.

## Argumento
La gata sobre el tejado de zinc es la historia de los Pollitt, quienes se reúnen en casa de los padres en una finca en Misisipi, al sur de Estados Unidos donde manejan una plantación de algodón. El reencuentro familiar se hace con motivo del cumpleaños del patriarca de la familia y para festejar su recuperación de una enfermedad terminal. En realidad, su padre no está recuperado, pero le mintieron para que no se preocupara.
En ese fin de semana que van a pasar juntos Big Daddy y Big Mammy con sus hijos se presentan varias crisis en una familia que aparentemente lo tiene todo para ser feliz. A lo largo de la noche toda la familia se enfrenta a los problemas que han mantenido ocultos hasta el momento.
En la obra se hace evidente la diferencia en el estilo de vida entre los dos hermanos: Por un lado, Gooper formó una familia numerosa y su esposa está embarazada, por otro, Brick y Maggie no tienen hijos.
Una de las crisis es la relación entre los protagonistas, Maggie y Brick, que llevan adelante un matrimonio en el que no tienen relaciones de pareja desde hace un año, acompañado al problema de alcoholismo de Brick. La familia es consciente de que no duermen juntos desde hace tiempo, lo que provoca enorme tensión en el matrimonio. Maggie, ingeniosa y bella, escapó de una infancia de pobreza para casarse con Brick pero se encuentra con que sus necesidades afectivas no están cubiertas.
Otros dramas familiares son la enfermedad del padre y el futuro de la herencia.
Brick, un héroe del fútbol americano en decadencia, tenía un mejor amigo, Skipper, quien se suicidó hace un año. Él se culpa por su muerte. Piensa que lo podía haber evitado si hubiera atendido una llamada telefónica que su amigo le hizo justo antes de terminar con su vida.
Por otro lado, Big Daddy se entera de la gravedad de su enfermedad cuando le admiten que el informe de la clínica fue falsificado. El padre, furioso, reúne a la familia en el comedor.
Gooper y su esposa Mae quieren hacerse con el control de la fortuna familiar. Comienzan a discutir sobre la división de los bienes de la familia y se enfrentan a Big Mama. Ahí los padres ven cómo su hijo Gooper está interesado en la futura herencia mientras que Brick es indiferente al tema. Maggie teme que la angustia y apatía de Brick garantice que sus cuñados se apoderen de toda la herencia de Big Daddy, ya que le dieron muchos nietos y ellos aún no.
Tanto Big Daddy como Maggie por separado intentan confrontar a Brick con la verdadera naturaleza de su relación con Skipper y lo que realmente pasó.
Brick prácticamente no habla con Maggie pero al ser presionado por su padre cede y le pide que la llame para que su esposa le cuente toda la verdad sobre Skipper. Ella le relata que estaba convencida de que Skipper era homosexual y que albergaba sentimientos inconfesables hacia su marido Brick. Lo había confrontado y le había exigido que se alejara de su marido. Skipper, en un intento por demostrarle que es heterosexual intentó besar a Maggie pero ella se fue corriendo. Después de esto, Skipper llama a Brick para confesarle su amor pero él no le contesta. Al saber esta situación, Brick comprende que la llamada no fue la causa del suicidio de su amigo y se siente libre de culpa.
Big Daddy reaparece y da a conocer sus planes para morir en paz. Tratando de asegurar la herencia de Brick, Maggie le dice que está embarazada. Gooper y Mae saben que es mentira, pero Big Mama y Big Daddy la creen y están muy felices.
Cuando Maggie y Brick se quedan solos en su dormitorio, ella guarda el alcohol y le promete que va a hacer que la mentira se convierta en realidad, revelando su perdón y su amor por él. Él enfrenta así su decadencia y decide hacer dos cambios en su vida: en la relación con su mujer y con la bebida.

## Representaciones destacadas

### Representaciones en inglés
- Morosco Theatre, Broadway, 24 de marzo de 1955. Estreno.
  - Dirección: Elia Kazan.
  - Intérpretes: Barbara Bel Geddes - sustituida luego por Patricia Neal - (Maggie); Ben Gazzara - sustituido luego por Jack Lord - (Brick); Burl Ives (Big Daddy); Mildred Dunnock (Big Mama); Pat Hingle (Gooper); Madeleine Sherwood (Mae).
- Comedy Theatre, Londres, 1958.
  - Dirección: Peter Hall.
  - Intérpretes: Kim Stanley (Maggie), Leo McKern (Big Daddy), Paul Massie (Brick).
- American Shakespeare Theatre en Stratford (Connecticut), 1974.
  - Intérpretes: Elizabeth Ashley, Keir Dullea, Fred Gwynne, Kate Reid, Charles Siebert.
- London National Theatre, Londres, 1988.
  - Dirección: Howard Davies.
  - Intérpretes: Ian Charleson, Lindsay Duncan, Barbara Leigh-Hunt, Eric Porter.
- Broadway, 1990.
  - Intérpretes: Kathleen Turner (Maggie), Charles Durning, (Big Daddy), Daniel Hugh Kelly (Brick), Polly Holliday (Big Mama).
- Broadway, 2003.
  - Intérpretes: Ashley Judd, Jason Patric, Ned Beatty (Big Daddy), Margo Martindale (Big Mama).
- Broadway, 2008.
  - Dirección: Debbie Allen.
  - Intérpretes: Terrence Howard (Brick), James Earl Jones (Big Daddy), Phylicia Rashad (Big Mama), Anika Noni Rose (Maggie), Lisa Arrindell Anderson (Mae).
- Broadway, 2013.
  - Dirección: Rob Ashford.
  - Intérpretes: Benjamin Walker (Brick), Ciarán Hinds (Big Daddy), Debra Monk (Big Mama), Scarlett Johansson (Maggie), Emily Bergl (Mae).

### Representaciones en español
- Teatro Odeón (Buenos Aires), 1956, Estreno en Argentina. 
  - Dirección: Francisco Petrone
  - Intérpretes: Inda Ledesma, Duilio Marzio.
- Teatro Eslava, Madrid, 30 de septiembre de 1959. Estreno en España.
  - Dirección: José Luis Alonso.
  - Adaptación: Antonio de Cabo y Luis Sáenz.
  - Intérpretes: Aurora Bautista (Margaret), Rafael Arcos (Brick), Antonio Prieto (el abuelo), Ana María Méndez, María Francés, José Miguel Rupert, Emilio Menéndez, María Jesús Lara.
- Teatro Marquina, Madrid, 1979.
  - Dirección: José Luis Alonso.
  - Adaptación: Ana Diosdado.
  - Intérpretes: María José Goyanes (Margaret), Carlos Larrañaga (Brick), Montserrat Carulla, Amelia de la Torre (abuela), José Bódalo (abuelo), Jesús Enguita.
- Teatro Reina Victoria, Madrid, 1984.
  - Dirección: Carlos Gandolfo.
  - Adaptación: Salvador Maldonado.
  - Intérpretes: Carme Elías (Margaret), Eusebio Poncela (Brick), Marisa Paredes, Julieta Serrano, Carlos Lemos
- Teatro Español, Madrid, 1996.
  - Dirección: Mario Gas.
  - Adaptación: Manuel Ángel Conejero (con la colaboración de Consuelo López Reyes)
  - Escenografía: Carlos Abad.
  - Intérpretes: Aitana Sánchez Gijón (Margaret), Carmelo Gómez  - sustituido luego por Toni Cantó - (Brick), Rosa Renom, Alicia Hermida, Juan Calot, Carlos Ballesteros (abuelo) y Alberto Muyo.
- Teatro Reina Victoria, Madrid, 2016.
  - Dirección: Amelia Ochandiano.
  - Intérpretes:Maggie Civantos / Begoña Maestre (Maggie), Eloy Azorín / Andreas Muñoz (Brick), Juan Diego (abuelo), Ana Marzoa / Alicia Sánchez (abuela), José Luis Patiño (Gooper), Marta Molina (Mae).

### Representaciones en otros idiomas
- Teatro Municipal, Malmö, Suecia, 1955.Versión en sueco, con el título de Katt på hett plåttak. Primera representación en Europa
  - Dirección: Ingmar Bergman.
  - Intérpretes: Max Von Sydow (Brick), Benkt-Ake Benktsson (Big Daddy).
- Théâtre Antoine, París, 1956.Versión en francés, con el título de La Chatte sur un toit brûlant.
  - Dirección: Peter Brook.
  - Intérpretes: Jeanne Moreau, Paul Guers, Maurice Dorléac, Monique Mélinand, Jane Marken.
- Teatro Eliseo, Roma, 1958.Versión en italiano, con el título de La gatta sul tetto che scotta.
  - Dirección: Peter Brook.
  - Intérpretes: Lea Padovani, Gino Cervi, Gabriele Ferzetti.

## Adaptaciones
La obra fue llevada al cine (con cambios sustanciales en la trama) en la película homónima de 1958, dirigida por Richard Brooks y protagonizada por Elizabeth Taylor y Paul Newman.
También existe dos versiones para televisión, la primera emitida en 1976, con Natalie Wood (Maggie), Robert Wagner (Brick), Laurence Olivier (Big Daddy) y Maureen Stapleton (Big Mama). La segunda data de 1985 y contó con Jessica Lange (Maggie) Tommy Lee Jones (Brick) y Rip Torn (Big Daddy).

## Censura
Tanto la obra como su película homónima fueron censuradas en Argentina durante el régimen militar autodenominado Revolución Libertadora.